# Lansanaya (district)
Lansanaya est l'un des districts de la sous-préfecture de Kanfarandé, situé dans la préfecture de Boké en république de Guinée,,.

## Géographie

### Démographie
- En 2014, le district comptait 4 280 habitants selon les RGPH 2014[4] ,[5].